# Grzegorz Ślak
Grzegorz Andrzej Ślak (ur. 16 maja 1965 w Ostrzeszowie) – polski przedsiębiorca, prawnik, finansista, specjalizujący się w podatku akcyzowym.

## Działalność zawodowa
Karierę rozpoczął w oddziale Banku Przemysłowo-Handlowego w Krakowie.
W roku 2002 został prezesem zarządu Rafinerii Trzebinia S.A. W czasie jego kadencji prezesa zarządu wybudowano pierwszą w Polsce i Europie Środkowo-Wschodniej instalację do produkcji biopaliw (z tego powodu jest nazywany „pionierem biopaliw w Polsce”), pierwszą w Europie Środkowo-Wschodniej instalację do produkcji hydrorafinowanej parafiny na licencji firmy Exon Mobile oraz przeprowadzono jedną z największych restrukturyzacji podatkowych w zakresie podatku akcyzowego na kwotę 250 mln złotych.
W 2006 został prezesem zarządu Skotan SA, w 2008 prezesem zarządu Bioeton SA, a w 2009 roku został prezesem zarządu oraz akcjonariuszem BDK Kyritz GmbH w RFN. Od 2009 roku jest prezesem zarządu oraz jedynym akcjonariuszem spółki HGBS Finanse SA, zajmującej się produkcją spirytusów: rektyfikatów i biopaliw oraz będącej funduszem inwestującym w przedsiębiorstwa z branży nowych technologii i „biznesu akcyzowego”.
W 2008 przeprowadził „pionierską” transakcję w Polsce przejęcia klubu piłkarskiego Groclin Dyskobolia Grodzisk Wielkopolski przez Polonię Warszawa. 1 sierpnia 2008 roku został prezesem zarządu klubu piłkarskiego Polonia Warszawa.
W lipcu 2011 roku został prezesem zarządu firmy Wratislavia Biodiesel S.A. (od 2015 roku większościowy akcjonariusz), zajmującej się produkcją biopaliw oraz gliceryny surowej i farmaceutycznej. W 2014 roku rozpoczęto prace pozwalające na produkcję biopaliw z alg (paliwa trzeciej generacji), a w 2018 roku produkcję na skalę przemysłową paliwa UCOME (biopaliwo z odpadów).
Od października 2011 pełni równocześnie stanowisko prezesa zarządu Akwawit SA z siedzibą we Wrocławiu – producenta spirytusów i wódek. W czasie jego kadencji podpisano kontrakty na produkcję wódki Smirnoff Vladimir dla Diageo Polska Sp. z o.o. oraz wódki Maximus dla Brown-Forman Polska Sp. z o.o. Sztandarowymi markami spółki Akwawit są wódka Wratislavia i wódka Krakus (produkowana od 1962 roku). W 2016 rozpoczął produkcję whisky Jack Strong ze swoim wizerunkiem na etykiecie. W 2011 roku założył spółkę Woodl Sp. z o.o., która jest właścicielem kilku nieruchomości oraz dystrybutorem alkoholi i spirytusów na terenie Rzeczypospolitej i za granicą.
W 2013 roku został prezesem zarządu firmy Bartimpex SA i zastąpił na tym stanowisku zmarłego Aleksandra Gudzowatego. Od 2017 roku czyni starania o przejęcie kontrolnego pakietu spółki akcyjnej Śląsk Wrocław.
Jest akcjonariuszem firm w Republice Federalnej Niemiec (German Renewable Oil GmbH), w Wielkiej Brytanii i kilku innych państwach europejskich. Jest lub był członkiem rad nadzorczych m.in. Orlen Oil S.A., J.W. Construction S.A., Orlen Asfalt S.A, Polonia Warszawa S.A., Euronaft Sp. z o.o., Gas-Trading S.A.

### Umowa offsetowa
W kwietniu 2003 r. Polski rząd podpisał umowę z USA na zakup 48 samolotów F-16 za 3,5 mln USD. W zamian Amerykanie zgodzili się między innymi inwestować w polską gospodarkę i pomagać polskim przedsiębiorstwom w inwestowaniu na rynku amerykańskim. Nie spełnili tego ostatniego punktu. W 2014 roku jako prezes Zarządu Bartimpex S.A., Grzegorz Ślak doprowadził do zawarcia ugody z koncernem Lockheed Martin. Według nieoficjalnych informacji firma Bartimpex S.A. otrzymała z tego tytułu kilkadziesiąt milionów dolarów odszkodowania. Bartimpex był jedynym podmiotem prawnym w Polsce, któremu przyznano odszkodowanie za niespełnione warunki umowy offsetowej.

### Gazociąg Jamał-Europa
Grzegorz Ślak w 2015 roku jako prezes zarządu firmy Bartimpex S.A. zainicjował przejęcie przez PGNiG części gazociągu Jamał – Europa, który przechodzi przez Polskę. Transakcja umożliwiła PGNiG przejęcie 4% akcji należących do spółki Bartimpex, co dało jej przewagę nad Gazpromem (52% do 48%) i zagwarantowało stronie polskiej decydujące głosowanie w najważniejszych sprawach dotyczących EuRoPol Gaz S.A., właściciela gazociągu.

### Spór podatkowy
W 2006 roku w związku z pełnieniem funkcji prezesa zarządu Rafinerii Trzebinia postawiono mu zarzuty uszczuplenia podatkowego na rekordową kwotę 764 mln złotych. Po dwóch latach organy podatkowe uznały prawidłowość wszystkich rozliczeń podatkowych w Rafinerii Trzebinia. Został prawomocnie uniewinniony od wszystkich zarzutów dnia 12 października 2018 roku.

## Nagrody
Postanowieniem Prezydenta RP z 4 czerwca 2003 r. „za zasługi dla rozwoju przemysłu naftowego” został odznaczony Srebrnym Krzyżem Zasługi. Ponadto otrzymał medal „Człowiek Roku 2005” przyznawany przez „Gazetę Krakowską” za „profesjonalizm w zarządzaniu firmą, wprowadzanie nowatorskich technologii, skuteczność w zdobywaniu nowych rynków oraz wspieranie kultury i sportu”, a w 2017 roku nagrodę „Inspirator biznesu 2017” przyznawaną przez agencję informacyjną Newseria.

## Działalność charytatywna
W 2003 roku podarował Klinice Endokrynologii w Zabrzu gamma- kamerę wykorzystywaną do specjalistycznego badania tarczycy oraz sponsorował przeprowadzenie remontu pomieszczenia, w którym stanął specjalistyczny sprzęt. W 2013 roku przekazał darowiznę w postaci nowoczesnych ultrasonografów pozwalających na wczesne wykrycie nowotworów dla Kliniki Chorób Wewnętrznych, Zawodowych i Nadciśnienia Zawodowego w Uniwersyteckim Szpitalu Klinicznym przy ul. Borowskiej we Wrocławiu. Sfinansował urządzenie, które ułatwia wykonywanie operacji nowotworowych u dzieci w Klinice Chirurgii i Urologii Dziecięcej Akademii Medycznej we Wrocławiu.

## Życie prywatne
Od lat blisko związany jest z polskim żużlowcem Tomaszem Gollobem, który oficjalnie przekazał mu złoty medal Indywidualnego Mistrza Świata zdobyty w 2010. Również w 2010 roku Ślak napisał książkę „Dlaczego dopiero teraz?! Gollob Mistrzem Świata. Historia prawdziwa”. Występuje w roli eksperta i komentatora Grand Prix na żużlu w telewizji Canal+.